# Carvedilol
Carvedilolul este un medicament din clasa beta-blocantelor, fiind utilizat în tratamentul hipertensiunii arteriale și al insuficienței cardiace congestive. Calea de administrare disponibilă este cea orală.
Acționează ca beta-blocant neselectiv, dar și ca alfa1-blocant.
Molecula a fost patentată în 1978 și a fost aprobată pentru uz medical în Statele Unite ale Americii în anul 1995. Este disponibil sub formă de medicament generic.

## Utilizări medicale
Carvedilolul este utilizat oral, în tratamentul:
- hipertensiunii arteriale esențiale
- anginei pectorale cronice stabile
- insuficienței cardiace cronice.